# CD Video
CD Video (även känt som CDV, CD-V, eller CD+V) introducerades i mitten av 1980-talet och var ett lagringsformat som kombinerade teknologi från CD och laserdisc. De inre 8 cm av skivan användes för vanligt CD-ljud, och fungerade också i en vanlig CD-spelare, medan de yttre spåren på skivan användes för upp till 5 minuter analog video. En av de första laserdiscspelarna som även kunde spela CD Video var CLD-1010 från Pioneer 1987. Formatet försvann från marknaden i Europa och USA 1990, men förblev populärt i Japan fram till 1992.

### Fotnoter
1. ↑  ”CD Video (1987 – 1992)” (på engelska). Museum of Obselete Media. 10 mars 1987. http://www.obsoletemedia.org/cd-video/. Läst 27 juni 2015.